# カラミティガンダム
カラミティガンダム (CALAMITY GUNDAM) は、コズミック・イラ (C.E.) 年代を舞台とする「ガンダムSEEDシリーズ」第1作として2002年 - 2003年に放送されたテレビアニメ『機動戦士ガンダムSEED』に登場する架空の兵器。「ガンダムシリーズ」で主流となっている人型ロボット兵器「モビルスーツ 」(MS) で、作中勢力のひとつである地球連合軍がストライクガンダムなどに次いで開発した3機の試作機の1機。バスターガンダムの発展型に相当する砲撃機で、肩から伸びる2門のビーム砲やバズーカなどを装備している。ブーステッドマンと呼ばれる強化人間による操縦を前提としており、そのひとりであるオルガ・サブナックの搭乗機として劇中後半より登場する。
名称の「カラミティ」は英語で「災厄」「疫病神」などを意味する。作品の公式ウェブサイトやメディア、関連商品では「カラミティガンダム」と公称されるが、作品内の設定ではほかの同型機とともに固有名の「カラミティ」が正式名称となる。
当記事では、そのほかのアニメや漫画・小説などの外伝作品に登場する各バリエーション機の解説も行う。

## デザイン・設定
メカニックデザインを担当した大河原邦男は、「提出したラフ画稿がそのまま決定稿となったものの、砲身の長さ等には改訂の余地がある」といった旨のコメントを残している。

## 設定解説
アズラエル財団傘下の国防連合企業体が、初期（第1期）GAT-Xシリーズのデータをもとに開発した後期（第2期）GAT-Xシリーズの1機。これら後期シリーズに採用された内部フレームは、初期シリーズの5機に採用されたX100、X200、X300系のいずれかの系列に属しつつも、より改良を加えた新造フレームとなっている。 さらに、通常装甲の下に配置されたフェイズシフト装甲（PS装甲）を被弾時のみに起動する「トランスフェイズ装甲（TP装甲）」を採用したことで、エネルギー消費の軽減とより高出力の火器の実装が可能となり、外見上のPSダウン状態を敵に悟られなくする利点を生み出している。ストライクダガーと共通規格で全天周に近いモニター構造のコックピットやナチュラル用操縦OSも採用されているが、高性能なぶん操縦の負担が増大しているため、「生体CPU」と呼ばれる強化兵士「ブーステッドマン」の搭乗を前提としている。
ザフトに災厄を呼ぶ「疫病神（カラミティ）」の開発コードをもつ本機は、初期GAT-X機であるバスターの後継機として設計され、多彩な長距離火器を搭載した後方支援機となっている。また、後方機としての特性から指揮官機としての側面も有するほか、各部にスラスターを設置しつつ軽量化も行うことで、大気圏内飛行は不可能ながらも地表や水上をホバー走行することができる。
また本機は、地球連合内で推進された万能機開発計画「リビルド1416プログラム」の実証機でもあり、エール（飛行）、ソード（格闘）、ランチャー（砲撃）の3種の案のうち、軍の強い要請を受けていた砲撃型優先で設計された経緯がある。これら3種の計画は、初期GAT-X機のストライクに採用された3種のストライカーパックの思想に近く、リビルド1416自体がストライカーシステムをより細分化させ、ベトロニクスから装甲、武装に至る各部を改変することで、環境に適応できる機体の開発を目指している。のちに、残るソードとエールを再現した機体も製造されるが、戦局の推移により量産機の105ダガーを中心とした計画に移行していく。

### 武装
125mm2連装高エネルギー長射程ビーム砲「シュラーク」
「打撃」「落雷」の意味をもつ背部の長・中距離砲。通常のビームライフルの2倍以上の口径から高出力ビームを連射し、1発の照射時間の長さも生かした複数機への攻撃が可能。
337mmプラズマサボット・バズーカ砲「トーデスブロック」
ドイツ語で「死」（トーデス）の意味をもつ大型携行式バズーカ。後部弾倉に装填された弾倉をプラズマ（荷電粒子群と電磁波による作用）加速することで高い破壊力を生み出す。
115mm2連装衝角砲「ケーファー・ツヴァイ」
左腕部対ビームシールド表面の攻盾システムとして搭載された可動式中距離ビーム砲。シールド自体もローラシア級戦闘艦などの外装技術を転用した軽量な超硬度部材で構成されており、接近戦時の打突用に先端部分が鋭く尖っている。
580mm複列位相エネルギー砲「スキュラ」
初期GAT-X機のイージスで実証された運用記録をもとに継続採用された、胸部中央の大型ビーム砲。ゼロ距離も含む中・近距離用装備となる。艦船すら沈める威力と広い攻撃範囲に加え、装備位置に由来した発射までの隙の少なさから、牽制用にも活用される。また、モビルアーマー (MA) 形態専用装備だったイージスとは違い、即座に発砲することが可能。

### 劇中での活躍
地球連合軍所属のブーステッドマンのひとりであるオルガ・サブナックが搭乗し、系列機のフォビドゥンやレイダーとともにオーブ解放作戦で初投入される。宇宙進出後は、ほかの2機とともにアークエンジェル級2番艦「ドミニオン」の艦載機となり、ボアズ攻略戦や第二次ヤキン・ドゥーエ攻防戦で多数の敵艦、敵機を撃破するほか、オーブ戦で初会敵したキラ・ヤマトのフリーダムやアスラン・ザラのジャスティスとも再戦する。最終的には、ヤキン戦でジャスティスが操るミーティアの大型ビームサーベルで背後から両断され撃破される。
ガンプラ販促のための店頭用PV『プラモーション』では、「終戦後に公開されたシミュレーター映像」という設定でソードカラミティとともにストライクI.W.S.P.と交戦する。

## ソードカラミティガンダム
雑誌『月刊ホビージャパン』連載の模型連動企画『機動戦士ガンダムSEED MSV』より登場。地球連合軍側の機体をMSVとする企画から誕生し、青いカラーリングの砲戦型であるカラミティと対をなす赤いカラーリングの格闘型というアイデアとなっている。
「リビルド1416プログラム」のうちの「ソード」案を反映した格闘仕様機。その名の通りに、X131の火器の大半がソードストライカー用装備の改良型に換装されており、FCSやベトロニクス、操縦OSも一般ナチュラル用に調整されている。総生産数3機のうち、初号機のみはX131（オルガ機とは別の増産型）として完成予定だった機体を転用しており、改装部分以外がX131と同じグリーン系の色となっている。
運用データ収集後はほかの装備に再度改装される予定だったが、リビルド1416が105ダガー中心の計画に移行すると、第1次連合・プラント大戦時にデトロイトの国防連合企業体工場に保管される。

### 武装（ソード）
追加装備の名称と運用方法はオリジナルのソードストライカーを継承しているが、形状変更や改良とともに装備数が倍加しており、独自の機能をもつものも存在する。
580mm複列位相エネルギー砲「スキュラ」
X131から唯一残された装備であるが、機体の稼働時間と格闘主体という仕様上の理由から、最大出力が70パーセントに抑えられている。
対装甲コンバットナイフ「アーマーシュナイダー」
ストライクに採用されたフォールディングナイフ（折り畳み）式ではなく、ふくらはぎ側部の開閉式ホルダーに刀身を収納するシースナイフ式となっている。
ロケットアンカー 「パンツァーアイゼン」
クローのみを射出するオリジナル装備とは異なり、前腕のハードポイントを基点にシールド部分ごと射出する特徴をもつ。
ビームブーメラン「マイダスメッサー」
X131の高機動スラスターに代わって、両肩に装備される。
15.78m対艦刀「シュベルトゲベール」
X131のシュラークの代替としてバックパック左右に懸架される。試作段階だったオリジナル品にはないレーザー砲がグリップエンドに内蔵されており、シュラークのようにバックパックから直接撃つことも可能。二刀流を主体とした運用から片手ずつでの保持が基本となるが、この状態でもザフト量産機のジン3機をまとめて両断できる。また、二刀を重ねて両手持ちするという応用法もある。

### 劇中での活躍（ソード）
『ASTRAY B』で、エドワード・ハレルソン駆る2号機とフォー・ソキウス駆る3号機がビクトリア基地奪還作戦で戦果を挙げる。その後、『ASTRAY』のPVアニメでは2号機と叢雲劾駆るアストレイ ブルーフレームセカンドLと交戦する。このとき、アニメでは決着がつかないまま終了しているが、小説版『ASTRAY』ではブルーフレーム側がエネルギー切れ寸前であったことや、イライジャの活躍でソードカラミティ側が母艦の指示で撤退したことが語られている。『MSV戦記』では第二次ヤキン・ドゥーエ攻防戦にも参加する。その後の漫画版『DESTINY ASTRAY』では、2号機がハレルソンごと南アメリカ合衆国に逃亡し、レナ・イメリア搭乗の初号機と相打ちするまで南アメリカ独立戦争における抵抗軍の要となる。
3号機はビクトリア攻防後、漫画版『ASTRAY』作中でフォー・ソキウスごとロンド・ギナ・サハクに譲渡される。小説版『ASTRAY』では、サハク家によるクサナギ襲撃の任を受けた機体が出撃し、エリカ・シモンズの依頼を受けたブルーフレームセカンドLと交戦する。
初号機は漫画版『DESTINY ASTRAY』作中で、ハレルソン殺害の指令を受けたレナ・イメリアが搭乗し、2号機と死闘のすえに相討ち同然の状態で撃破される。後日のフォトストーリー版『DESTINY ASTRAY』では、フリーMSパイロットであるカイト・マディガンによって密かに回収・修復され、彼のコレクションに加えられる。

## ブラウカラミティガンダム
雑誌『月刊ホビージャパン』の模型連動企画『機動戦士ガンダムSEED DESTINY R』より登場。同誌所属のプロモデラーであるセイラマスオが製作した作例をもとに設定が付加され、公式化した。2014年に刊行された『ガンダムウェポンズ 機動戦士ガンダムSEED DESTINY ASTRAY R ターンレッド編』では、町田能彦によるイラストともに詳細な機体解説文が掲載されている。
「ダブル・ブイ」ことヴァレリオ・ヴァレリを主任とするアクタイオン・インダストリー社の技術者チームが、自社主宰による「アクタイオン・プロジェクト」の思想を反映して製作した後期GAT-X機の1号機。「ブラウ」はドイツ語の「青」を意味する。完成した3機には「ベース機の能力を2倍に増強しつつ弱点もカバーする」というダブル・ブイのプランが反映されており、改修前の能力や武装を2倍に増強しつつ、装備分の重量増加で低下した機動性を追加のスラスターで支える強引な手法が採られている。また、系列機であるゲルプレイダーやロートフォビドゥンとともに、3機一組で連携を想定した「トリオシステム」が導入されており、人工知能の「80」による無人運用が可能となっている。一方、ベース機であるカラミティの価格と追加装備分を足した開発費はプロジェクト総予算の約半分を浪費する結果となり、ゲルプとロートではより安価な量産機をベースとすることを余儀なくされる。
武装の強化内容としては、背部シュラークを原型機2機分のバックパックを連結して4連装化、胸部スキュラの上部にもう1門を追加した縦列2連装式に増強、ケーファー・ツヴァイ内蔵のシールドを両肩ジョイントに移設して攻防範囲を拡大、ビームブーメランを撤去したI.W.S.P.用コンバインドシールドをフリーになった両腕に装備。さらに重量増加対策として、フロントスカートとふくらはぎ外側に新たなスラスターが増設されている。

## エールカラミティガンダム
C.E.72年を舞台とする漫画『機動戦士ガンダムSEED ECLIPSE』に登場。メカニックデザインは阿久津潤一。
軍事組織「アンティファクティス」の所有機。「リビルド1416プログラム」の飛行型（エール）に相当する機体であるが、一度砲撃に優先されたX131の設計を変更することは困難をきわめ、結果的に3種のなかでは最後に完成することとなる。一方で、その空戦性能は軍の要求水準を満たす以上の余力さえ残しており、これに砲撃と格闘の機能を加えた「I.W.S.P.カラミティ」と呼べる機体の開発も検討されるほどであった。ただし、その高性能に比例して操縦の難易度も高く、「機体はあるがパイロットがいない」状態が続いたことから、エースパイロット向けも含めて量産は見送られることになる。

### 武装（エール）
空戦用複合兵装「アドラー」
ドイツ語の「鷲」（アドラー）の頭部を連想させる武器で、ザフトに初期GAT-Xシリーズを奪取された地球連合軍が、流出したPS装甲に対抗するために開発した対PS装甲用兵器のひとつ。ウォーハンマーのような打撃形態を基本に、槌頭からビーム刃を発生する槍状のジャベリンモード、槌頭を上に回転させて肩掛けで使用するライフルモードA、槌頭を下に回転させて腰溜めで使用するライフルモードBの4形態に変形する。
そして最大の特徴となるのが、パイロットによって命名されたアドラーの毒という現象である。打撃形態の槌部分は高硬度高密度の高質量金属で構成されており、片側が錐状に形成されている。MS本体のパワーとアドラー本体に備えられたスラスターで発生したパワーは、打撃時にアドラー先端の錐の一点に集約されることで絶大な衝撃を発生させ、大抵のMSは装甲ごと一撃で破壊される。これがPS装甲でも、一点集中した衝撃波は装甲自体を伝播して表面から裏側まで貫通し、衝撃にさらされた内部をパイロットごと破壊する。一見無傷でありながら、叩けば叩くほど相対する機体の内側が破壊されていくこの現象が、「アドラーの毒」の由来である。またこれに該当する原理が、HESHなどにおいて発生するスポール破壊である。
この発想のきっかけとなったのは、開発者が前大戦が始まる前にある地で出会ったさる武術家が見せた、発勁と呼ばれるC.E.以前の旧時代から続く武術（マーシャルアーツ）であり、その効果を再現しようとしたものであるといわれている。
580mm複列位相エネルギー砲「スキュラ」
ほかの系列機と同一装備。
57mm2連装ショルダーキャノン
空戦時の主力となる両肩のビーム砲で、基部をスライドすることで砲台が回転する構造になっている。
120mm3連装ガトリングガン
左右の主翼先端下部に懸架される旋回式の実弾機関砲。厚い弾幕を張って敵の動きを制限する
220mm4連装多目的ミサイルポッド
ショルダーキャノン下部に装着されており、キャノンと同じく基部が回転する。ネット、センサー撹乱といった攻撃目的以外の各種弾頭にも変更可能。
ビームガントレット
中央パーツから2つのビーム刃を発生する両腕の小型シールドで、取り外して手持ちのビームサーベル代わりにも使える。
125mm2連装高エネルギー長射程ビーム砲「シュラーク」
ベース機と同型装備で、本機では推進ユニット側面に追加されるオプションとなっている。